# Sport in Giappone
| Sport         | Sport         |  | %    | %    |
| ------------- | ------------- |  | ---- | ---- |
| Baseball      | Baseball      |  | 42,8 | 42,8 |
| Calcio        | Calcio        |  | 22,8 | 22,8 |
| Sumo          | Sumo          |  | 20,1 | 20,1 |
| Tennis        | Tennis        |  | 19,8 | 19,8 |
| Golf          | Golf          |  | 9,4  | 9,4  |
| Pugilato      | Pugilato      |  | 6,7  | 6,7  |
| Pallacanestro | Pallacanestro |  | 6,5  | 6,5  |
| Corsa         | Corsa         |  | 5,0  | 5,0  |
| Wrestling     | Wrestling     |  | 3,3  | 3,3  |
| Altri         | Altri         |  | 8,5  | 8,5  |

Lo sport in Giappone è considerato come una parte importante della cultura giapponese. Gli sport più diffusi e popolari comprendono sia sport individuali quali il sumo e le arti marziali, sia sport di squadra importati dalla cultura occidentale quali il baseball e il calcio.
Il sumo è considerato lo sport nazionale del Giappone. Il baseball è stato introdotto nel Paese dal fondatore del judo Jigoro Kano nel XIX secolo; il campionato della Nippon Professional Baseball è la più grande lega sportiva professionistica del Giappone. Le arti marziali come il judo, il karate e il kendō sono anch'esse ampiamente praticate e hanno un buon seguito di appassionati nel Paese. Il calcio ha acquisito vasta popolarità fin dalla fondazione della Japan Professional Football League nel 1992. Altri sport popolari sono il pattinaggio artistico, il golf, il tennis e gli sport motoristici, in particolare l'automobilismo.

## Discipline sportive

### Sport di squadra

#### Baseball

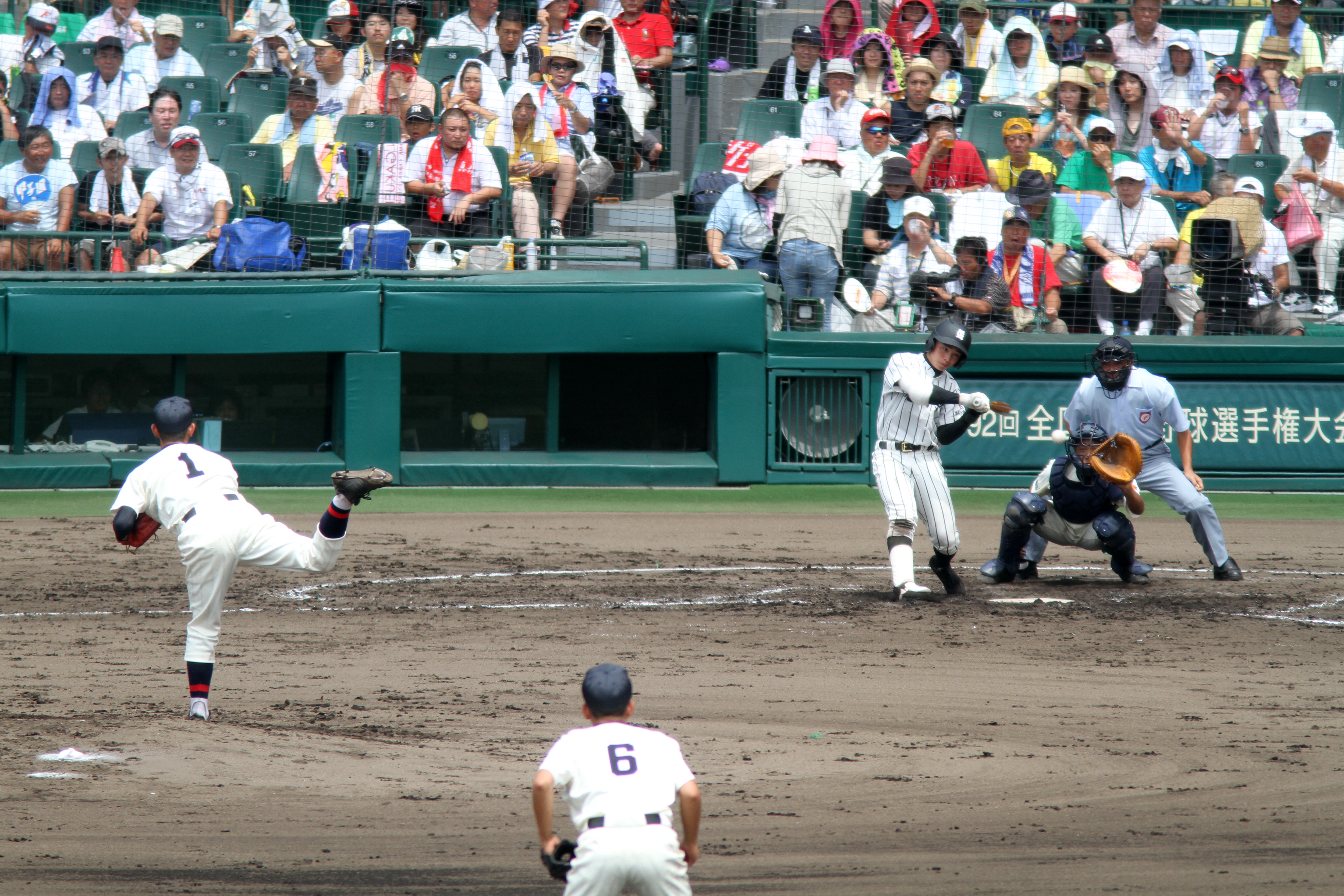
Un incontro di baseball tra due squadre liceali

Il baseball (プロ野球?, puro yakyū) è uno degli sport più popolari in Giappone. Lo sport venne introdotto nella prima metà del 1870 dall'insegnante statunitense Horace Wilson, mentre la prima società denominata Shimbashi Athletic Club fu formata nel 1878 da Hiroshi Hiraoka, uno studente giapponese che aveva vissuto per un certo periodo negli Stati Uniti. Durante il periodo che va dal 1890 al 1902, una squadra di una scuola superiore di Tokyo giocò, e spesso sconfisse, un team composto da residenti americani a Yokohama; la pubblicità derivata da questi successi contribuì a rendere il baseball uno degli sport occidentali più popolari in Giappone. Col passare degli anni e la nascita di nuove società venne organizzato il primo campionato professionistico nel 1922. Prima di allora molti incontri venivano organizzati nelle università e lo sport si diffuse di conseguenza tra i giovani. Il campionato professionistico del 1923 fallì per ragioni economiche, da allora fino alla nascita della Japanese Baseball League del 1934 i campionati professionistici si formavano e fallivano a più riprese, ma intanto i campionati universitari erano ben organizzati. La JBL durò fino al 1950, anno in cui venne istituita la Nippon Professional Baseball, campionato tuttora esistente e molto competitivo, al punto che molti giocatori che si sono formati in quel campionato, tra cui Ichirō Suzuki, sono divenuti star del baseball MLB. Rispetto al baseball americano, quello giapponese si distingue per alcune caratteristiche tecniche: la palla è di dimensioni più piccole, la zona di strike e il piano di gioco sono anch'essi differenti.
I due circuiti del campionato di baseball giapponese sono la Central League e la Pacific League; le due squadre vincitrici uscite dai circuiti si sfidano in una serie di sette partite denominate Japan Series, le quali stabiliscono la squadra campione del Giappone.
Durante la stagione (da aprile ad ottobre) le competizioni vengono trasmesse in televisione con grande seguito di spettatori. Anche a livello giovanile il baseball è molto seguito, e lo stadio Kōshien della prefettura di Hyōgo ospita ogni anno la finale del campionato liceale.
La Nazionale di baseball giapponese vanta numerosi successi continentali e internazionali nelle varie competizioni, tra cui i 16 titoli nel Campionato asiatico di baseball, 2 vittorie nell'International Cup, 2 vittorie nella World Baseball Classic, una vittoria nel torneo di baseball dei Giochi asiatici del 1994, un secondo posto nella Coppa del mondo del 1982 e la medaglia d'oro ai Giochi olimpici del 2021.

#### Calcio

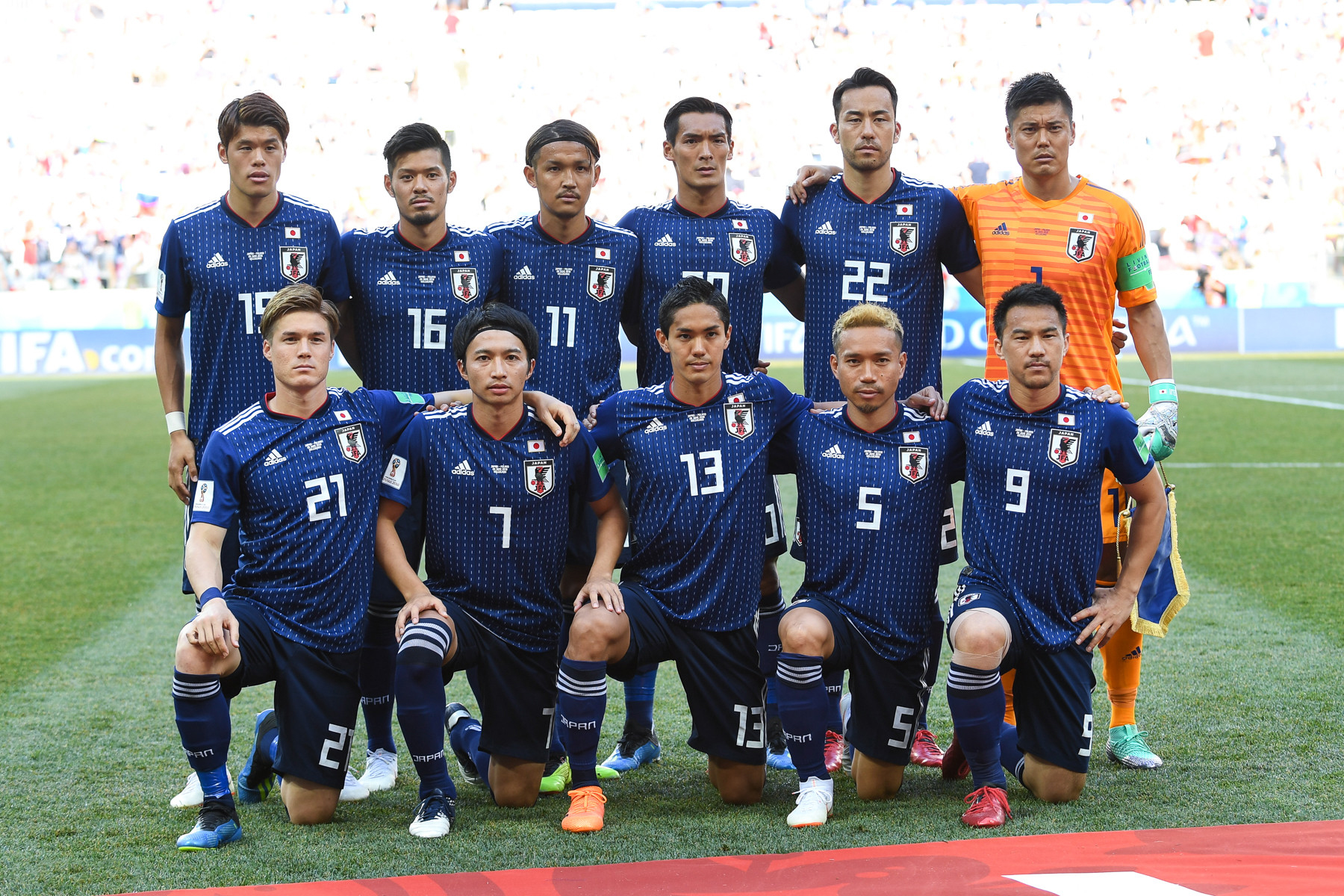
La selezione giapponese maschile ai Mondiali di calcio del 2018

La Japan Football Association, l'organo di governo del calcio giapponese, fu fondata nel 1921. A causa della guerra, solo nel 1950 fu permesso al Giappone di entrare negli organi della FIFA, federazione mondiale di questo sport. Grazie a questo, il Paese fu in grado di inviare la sua prima selezione alle qualificazioni per la Coppa del Mondo del 1954. Dopo un periodo difficile, nel 1960 la squadra nazionale giapponese ingaggiò l'allenatore tedesco Dettmar Cramer, il quale riorganizzò secondo un programma più rigido la squadra nipponica. Con il suo aiuto la selezione raggiunse gli ottavi di finale ai Giochi olimpici di Tokyo del 1964, vincendo inoltre la medaglia di bronzo ai Giochi di Città del Messico quattro anni dopo. Sotto sollecitazione di Cramer, il Giappone organizzò anche il suo primo campionato nazionale, la Japan Soccer League.
La JSL rimase il campionato nazionale fino al 1980, quando le sempre più pressanti richieste di organizzare una lega professionistica ebbero il sopravvento. La J. League, primo campionato professionista della nazione, debuttò con i primi incontri nel 1993. Successivamente il calcio giapponese ha fatto passi da gigante. Nel 1998 la squadra giapponese ha raggiunto per la prima volta le fasi finali della Coppa del Mondo, mentre nel 2002, il Giappone ha ospitato insieme alla Corea del Sud le fasi finali del campionato mondiale. La squadra maschile vanta il numero maggiore di vittorie nella Coppa d'Asia, quattro, ottenute nel 1992, 2000, 2004 e 2011. La squadra femminile ha vinto nel 2011 il campionato del mondo di categoria, battendo ai calci di rigore la selezione americana e aggiudicandosi il primo titolo; le ragazze giapponesi hanno anche conquistato la medaglia d'argento ai giochi di Londra nel 2012.
Tra gli atleti che hanno fatto la storia del calcio giapponese figurano Kunishige Kamamoto, che aiutò la squadra a conquistare la medaglia di bronzo alle olimpiadi del 1968, Yasuhiko Okudera il primo calciatore giapponese a giocare come professionista militando in Germania con il Colonia vincendo nella prima stagione sia la Bundesliga che la Coppa di Germania, Kazuyoshi Miura il primo giapponese a vincere il premio di giocatore asiatico dell'anno, i nippo-brasiliani Ruy Ramos, Tulio e Alex, il portiere Yoshikatsu Kawaguchi che ha giocato due finali della Coppa d'Asia (Libano 2000 e Cina 2004) aiutando il Giappone a vincerle entrambe, Shinji Ono che ha portato la Nazionale Under-20 al secondo posto al mondiale giovanile Nigeria 1999 oltre ad aver giocato nel club olandese del Feyenoord Rotterdam conquistando la Coppa UEFA diventando il primo calciatore nipponico a vincere un campionato europeo, Keisuke Honda che si è rivelato fondamentale per il Giappone nelle qualificazioni agli ottavi in finale dei mondiali Sudafrica 2010 e Russia 2018, inoltre ci sono anche Shunsuke Nakamura e Hidetoshi Nakata, il quale aiutò la squadra italiana della AS Roma a vincere il campionato nel 2001 oltre a portare il Giappone alla finale della Confederations Cup 2001.

#### Pallavolo

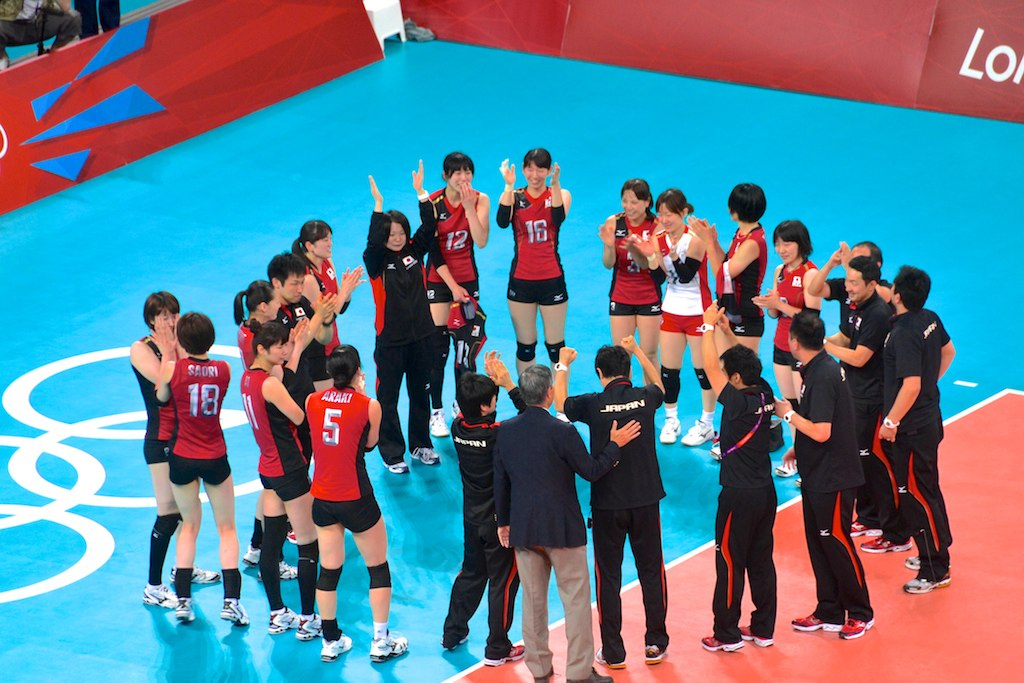
La nazionale giapponese femminile di pallavolo festeggia la conquista del bronzo ai giochi della XXX Olimpiade

La pallavolo in Giappone ebbe origine nel 1908 grazie all'operato di Hyozo Omori, diplomato alla YMCA International Training School (Springfield College), il quale introdusse la pallavolo all'associazione YMCA di Tokyo. Circa vent'anni più tardi, nel 1927, fu fondato l'attuale organo di governo della pallavolo giapponese, la Japan Volley Association (JVB) la quale si unì alla FIVB nel 1951. Inizialmente in Giappone era diffuso il sistema di gioco a nove giocatori piuttosto che quello a sei, e con questo sistema vinse i primi campionati asiatici che si tennero a Tokyo nel 1955, prima di passare definitivamente al sistema di gioco a sei giocatori.
I primi successi arrivarono per merito della nazionale femminile che si aggiudicò la medaglia d'oro alla Olimpiadi del 1964, disputatesi nella capitale giapponese. Tre anni più tardi il Giappone ospitò anche il campionato mondiale femminile per la prima volta. Nello stesso anno prese il via ufficialmente il primo campionato giapponese di volley con il sistema di gioco a sei giocatori. Nel 1972 la nazionale maschile vinse la medaglia d'oro alle Olimpiadi di Monaco, mentre quella femminile a quelle di Montreal, quattro anni dopo. Nel 1977 in Giappone si tenne per la prima volta il campionato mondiale maschile.
Negli ultimi anni la nazionale femminile si è distinta per importanti risultati quali la conquista della medaglia di bronzo al campionato mondiale 2010, centrando lo stesso traguardo ai giochi olimpici di Londra nel 2012.

#### Pallacanestro
La pallacanestro nei primi decenni nel XX secolo, sotto la guida della Japan Basketball Association, non è mai stata capace di guadagnarsi molta popolarità in Giappone, anche per via dei modesti risultati a livello internazionale, sebbene la Nazionale maschile sia riuscita a vincere il campionato asiatico nelle edizioni 1965 e 1971, mentre la Nazionale femminile ha ottenuto il secondo posto al Mondiale 1975.
È negli anni '90 che la popolarità della pallacanestro ha iniziato ad aumentare: all'inizio i campionati erano giocati solo da squadre aziendali, per poi diventare uno sport professionistico. Oggi è la B.League il più importante campionato di pallacanestro del Giappone.
Grazie all'exploit di Yūta Tabuse e Takuya Kawamura nel campionato americano NBA, la pallacanestro è diventata uno sport molto popolare in Giappone. La nazionale giapponese ha partecipato 26 volte su 27 edizioni al FIBA Asia Championship vincendo due volte nel 1965 e nel 1971. Il Giappone inoltre ha ospitato il campionato mondiale di pallacanestro 2006 nelle città di Hamamatsu, Hiroshima, Saitama, Sapporo e Sendai.
Un'impresa storica è stata realizzata dalla nazionale femminile ai Giochi di Tokyo arrivando per la prima volta in finale vincendo la medaglia d'argento.

#### Football americano
A introdurre il football americano è stato Paul Rusch nel 1939 insegnando all'Università Rikkyo formando una squadra composta dagli studenti dell'istituto. Rush lasciò il Giappone durante il periodo della Seconda guerra mondiale dato che il paese aveva messo da parte il suo coinvolgimento nelle varie attività sportive, per poi farvi ritorno negli anni 50, proprio in quel periodo vennero a formarsi le prime squadre di football giapponesi finanziate dalle varie aziende. Lo sport, già praticato a livello universitario, nel 1970 vede il primo campionato liceale.
Il football americano non è uno sport professionistico in Giappone: il massimo campionato giocato è la X-League fondata nel 1997, che ha sostituito la Japan American Football League, dove giocano le squadre aziendali formate dai loro dipendenti. Nonostante ciò alcuni giapponesi sono approdati al professionismo come Noriaki Kinoshita e Masafumi Kawaguchi nella NFL o Yoshihito Ōmi nella European League of Football. La nazionale del Giappone è riuscita a distinguersi a livello internazionale vincendo i primi due campionati mondiali, Italia 1999 e Germania 2003.

#### Beach soccer
Il beach soccer è uno sport piuttosto popolare in Giappone, praticato principalmente nella regione del Kanto. La nazionale venne invitata a partecipare per la prima volta al Beach Soccer World Championships (il più grande torneo nazionale di beach soccer) nell'edizione del 1997 dove non ottenne nemmeno una vittoria; il Giappone è stato il primo stato dell'Asia a parteciparvi sotto invito. In seguito alla cancellazione del torneo per fare spazio al campionato mondiale di beach soccer, il Giappone viene invitato a partecipare alla prima edizione Brasile 2005: in tale occasione la squadra sotto la guida dell'allenatore Ruy Ramos (ex calciatore) e nonostante il poco tempo impiegato per gli allenamenti, sorprendentemente arriva al 4º posto.
Il Giappone ha avuto indubbiamente un grande impatto a livello continentale per promuovere il beach soccer nell'Asia, tanto da allestire un campionato continentale (valevole per la qualificazione al mondiale). La nazionale si è affermata come la più forte del proprio continente avendone vinto tre edizioni (2009, 2011 e 2019). Oltre a ciò ha vinto l'argento al mondiale classificandosi seconda nell'edizione Russia 2021.

#### Rugby a 15

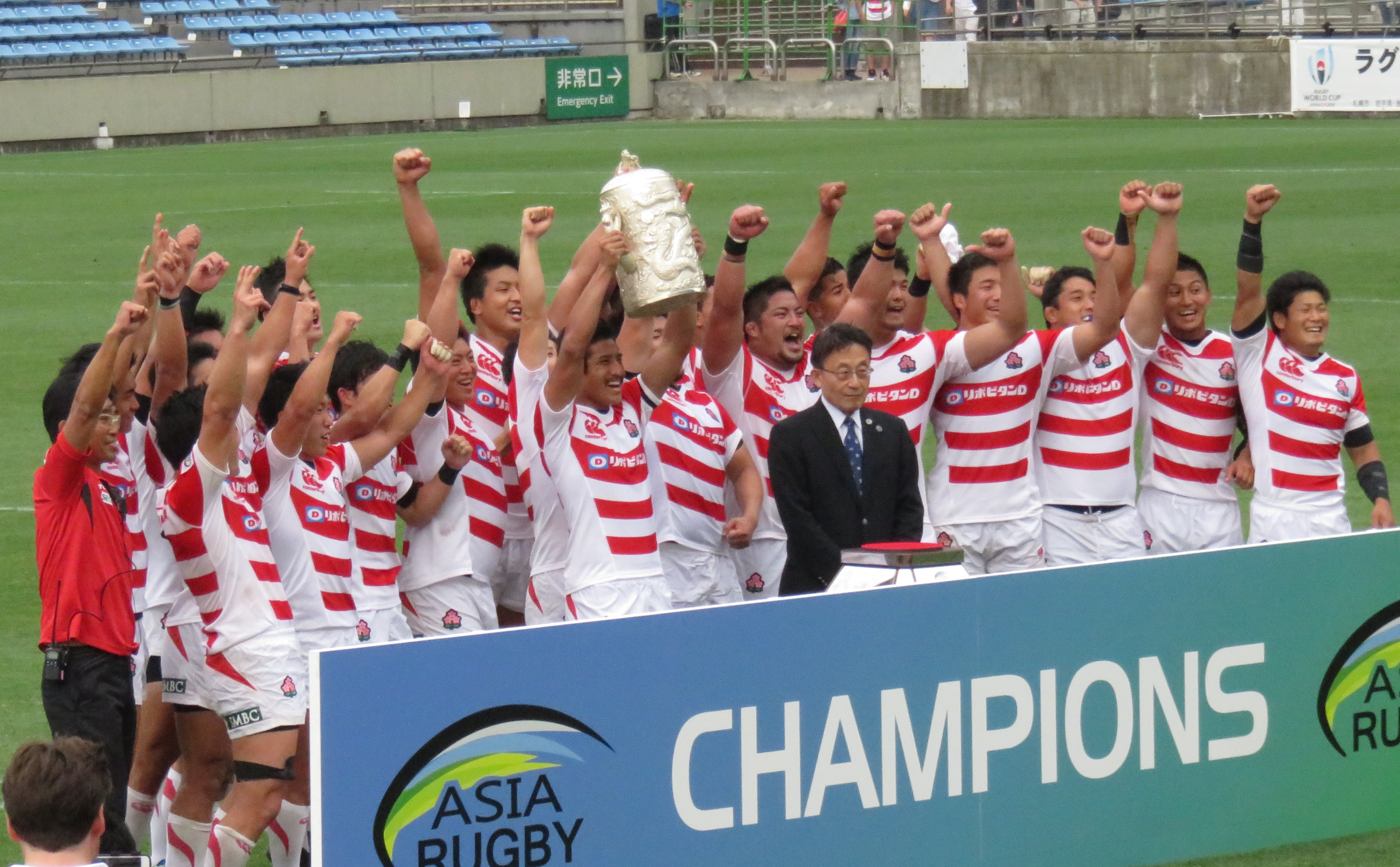
La nazionale giapponese di rugby vincitrice dell'Asia Rugby Championship 2016

Il rugby a 15 in Giappone gode di buona popolarità. Vi sono infatti 3 631 squadre di rugby ufficiali con oltre 125 000 giocatori, e la squadra nazionale giapponese ha raggiunto un posto fra i primi dieci del ranking mondiale. Il Giappone ha ospitato la Coppa del Mondo di rugby 2019, prima volta per un paese asiatico a ospitare la massima competizione mondiale di questo sport.

#### Bandy
Tra gli sport emergenti che hanno preso piede negli ultimi anni in Giappone c'è sicuramente il bandy. La Japan Bandy Federation è stata fondata nel 2011 e nello stesso anno è entrata a far parte della Federation of International Bandy, inviando già nell'anno successivo una selezione nazionale ai campionati mondiali di bandy tenutisi in Kazakistan. È in programma la costruzione di una arena da bandy simile all'arena kazaka di Medeo, con numerose città interessate ad ospitare il campionato.

### Sport individuali

#### Sumo

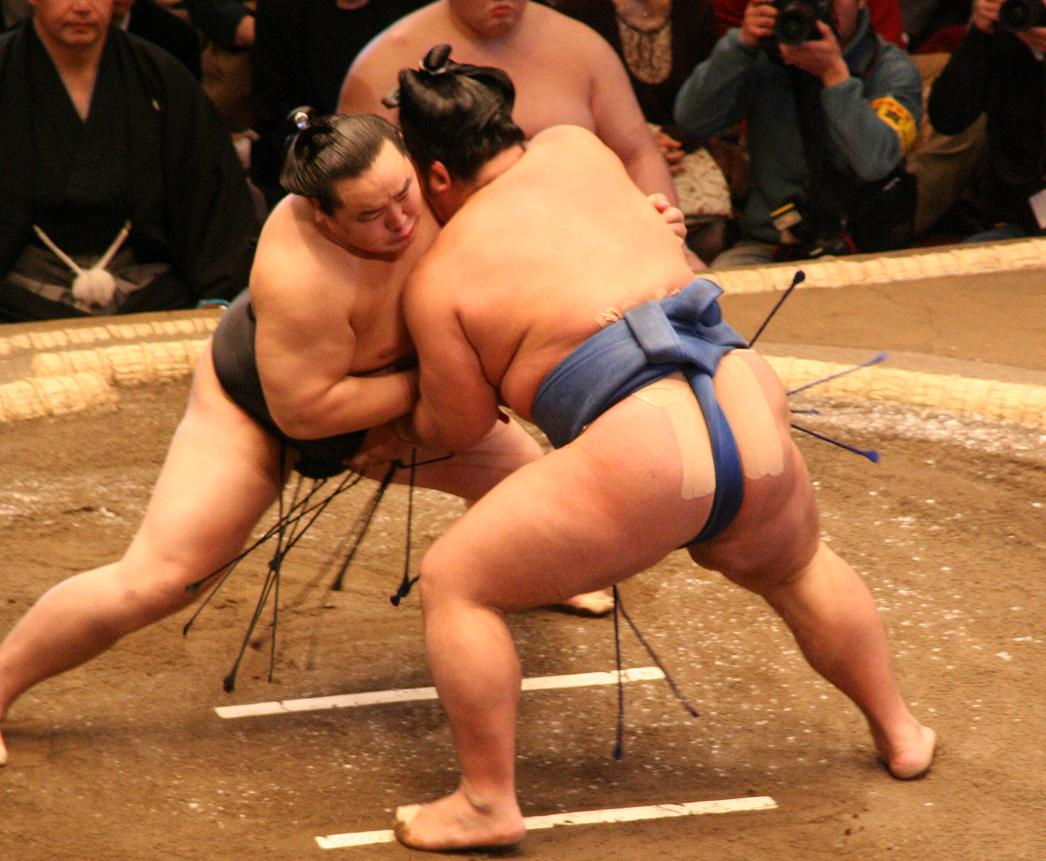
Due lottatori di sumo durante un incontro

Le origini del sumo (相撲?, sumō), lo sport nazionale del Giappone, risalgono agli inizi del VI secolo, sviluppatosi dalle radici degli antichi riti religiosi scintoisti e dalle preghiere in richiesta di raccolti abbondanti. Lo sport in principio era più ruvido rispetto alla versione moderna, con la presenza di elementi di combattimento simili alla boxe e al wrestling. I primi gruppi professionistici cominciarono a formarsi nei primi anni del XVII secolo.
Quasi 700 lottatori sono registrati alla Japan Sumo Association (Nihon Sumō Kyōkai), organo di governo dello sport, dei quali una cinquantina sono stranieri, soprattutto della Mongolia. Divisi sommariamente in nove categorie, i lottatori vengono promossi o retrocessi a seconda delle loro performance durante l'anno nei sei principali grandi tornei. Tre di questi tornei si svolgono a Tokyo (gennaio, maggio, settembre), uno ciascuno a Osaka (marzo), Nagoya (luglio) e Fukuoka (novembre), e hanno la durata di quindici giorni ciascuno.
Il mondo del sumo è strettamente gerarchico. I lottatori appartengono a una delle circa cinquanta “scuderie” presenti e gli stipendi variano a seconda del ranking. Solo quelli che gareggiano nelle prime cinque categorie possono ambire a normali retribuzioni, mentre uno yokozuna (横綱? il campione in carica) può arrivare a guadagnare circa 2 800 000 yen (circa 24 000 euro) al mese.

#### Tennis

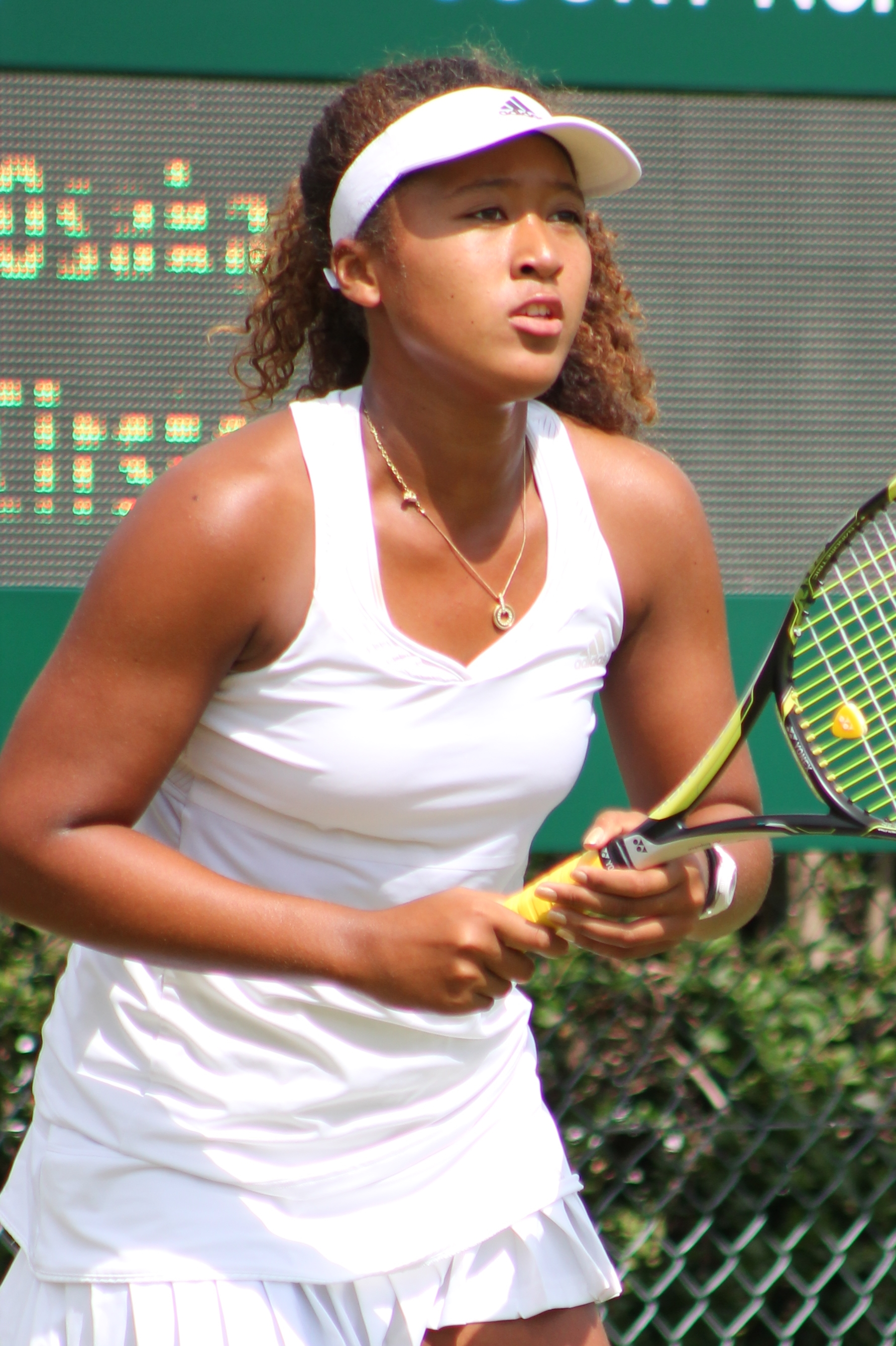
La tennista Naomi Ōsaka

Il tennis (テニス?, tenisu) fu introdotto in Giappone alla fine degli anni settanta dell'Ottocento, pochi anni dopo la sua invenzione in Inghilterra da parte di Walter Clopton Wingfield. La sua diffusione in terra nipponica si deve in particolare all'opera di alcuni missionari cristiani, i quali, stabilitisi nella cittadina di Karuizawa (prefettura di Nagano), permisero l'edificazione di svariati campi da gioco che ancora oggi ospitano uno dei più antichi tornei internazionali di questa disciplina. Nel 1922 venne fondata la Japan Tennis Association, l'organo governativo del tennis giapponese, che venne riconosciuta dalla International Tennis Federation l'anno successivo.
Tra gli atleti che hanno fatto la storia di questo sport in Giappone figurano Kimiko Date-Krumm, Shūzō Matsuoka, Gō Soeda, Tatsuma Itō, Kei Nishikori e Naomi Ōsaka, prima tennista del suo Paese a vincere uno Slam.

#### Arti marziali

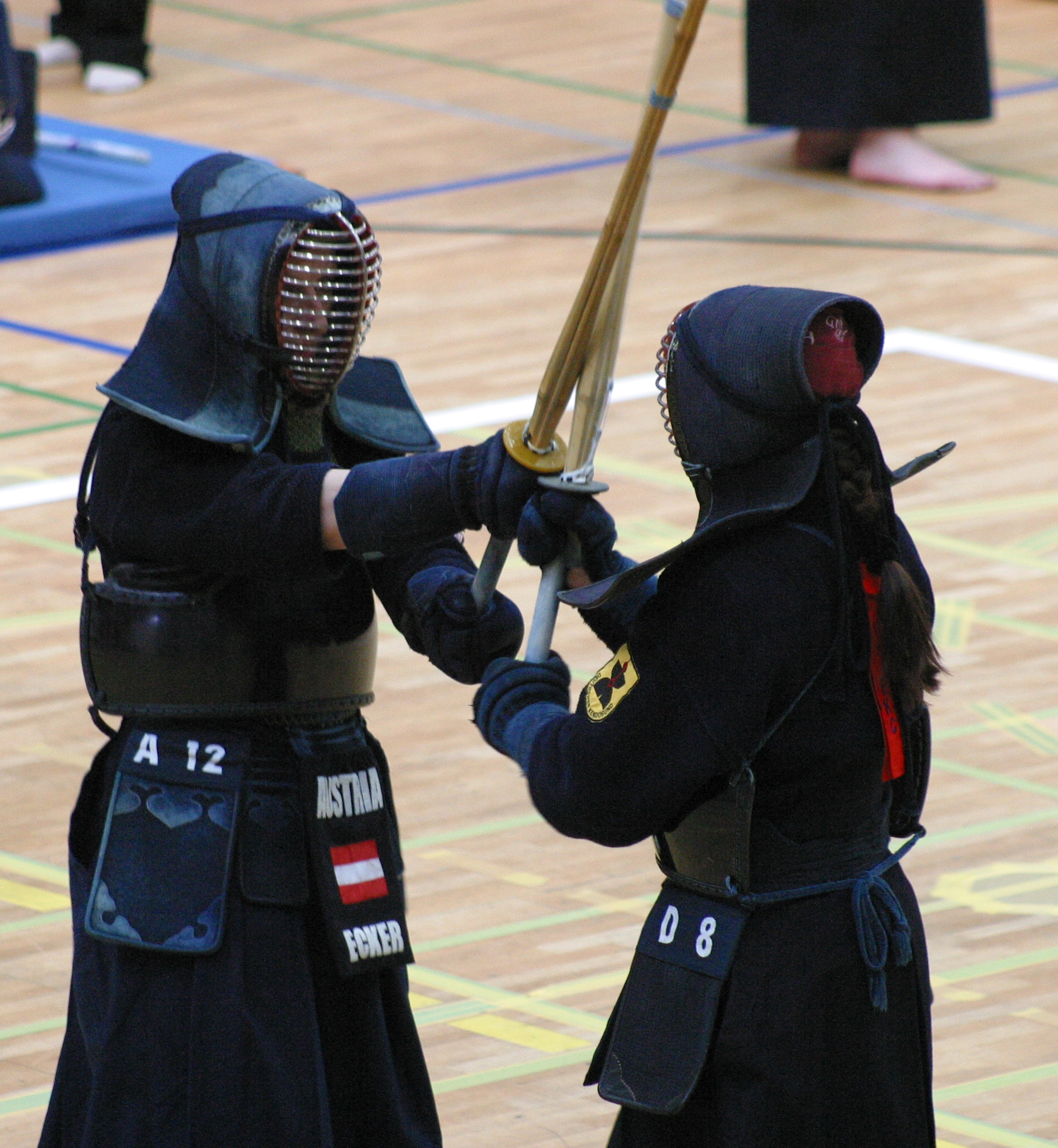
Un incontro tra due kendōka

Le arti marziali giapponesi rappresentavano le tecniche di allenamento al combattimento dei samurai nel Giappone del Medioevo. Il termine "marziale" sta infatti ad indicare l'atto di combattere o lottare. Tali pratiche di combattimento furono importate originariamente in Giappone dalla Cina, e affinate fino a dare vita a nuove scuole. Tra gli innumerevoli stili presenti, le cinque arti di combattimento principali e più popolari sono il kendō (la via della spada), il karate (la via della mano vuota), l'aikidō (la via dell'armonia dello spirito), il kyudo (la via dell'arco) e il judo (la via della gentilezza).

##### Kendō
Il kendō (剣道?) è l'arte marziale della scherma giapponese. Dal 1975 il principio alla base del kendo è quello di «disciplinare il carattere umano attraverso l'applicazione dei principi della katana», come dichiarato dalla All Japan Kendo Federation (AJKF). I praticanti di kendo sono chiamati kendoka (colui che pratica il kendo) o kenshi (spadaccino). Quest'ultimo termine può essere applicato anche ad altri praticanti di arti tradizionali giapponesi che fanno uso di una spada. Circa 8 milioni di persone in tutto il mondo praticano il kendo, dei quali 7 milioni risiedono in Giappone, tra questi 1 429 718 membri (tra cui 401 121 donne) sono registrati alla AJKF e di questi circa la metà sono graduati con uno dei dieci dan.

##### Karate

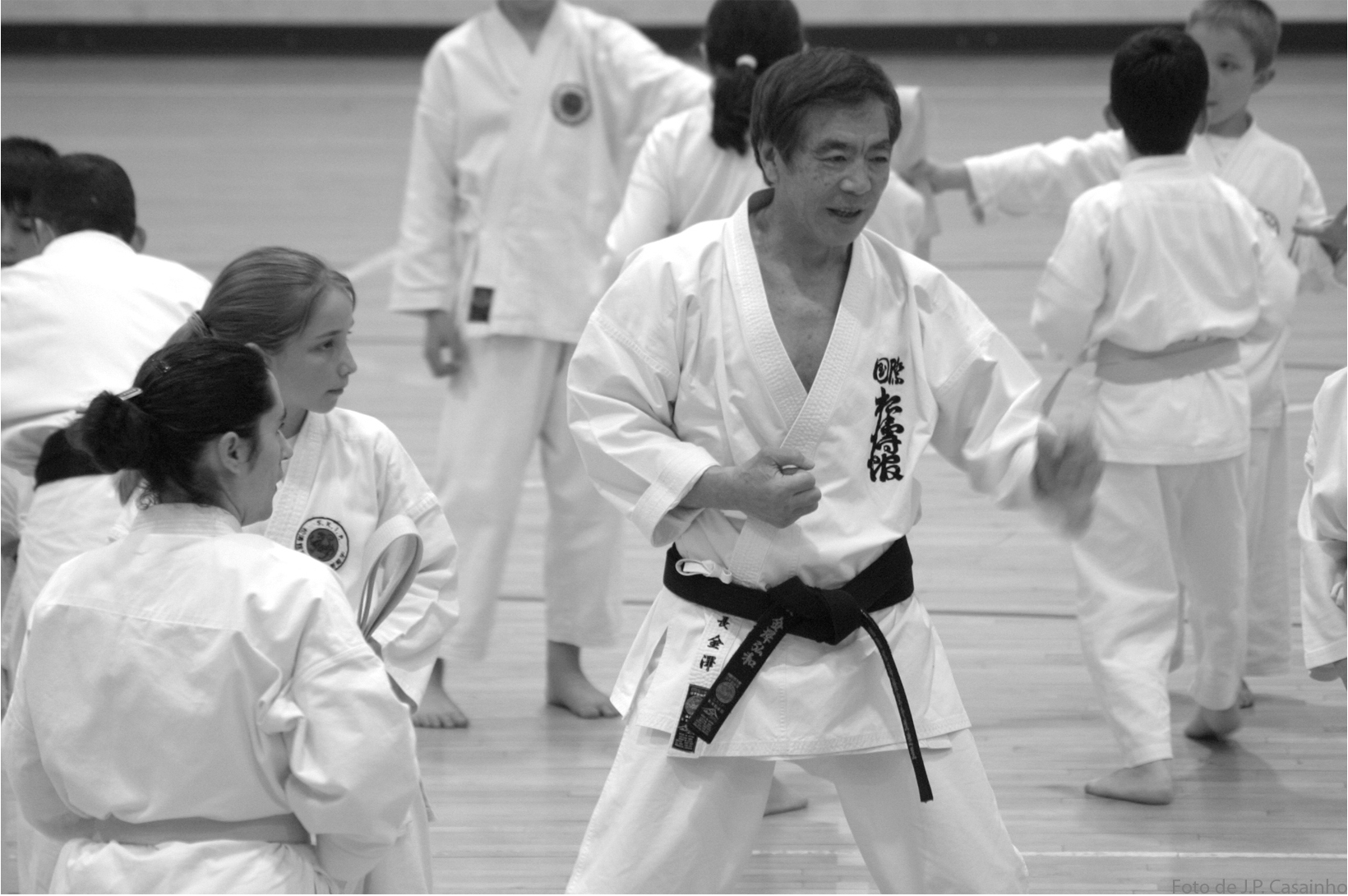
Il karateka Hirokazu Kanazawa

Il karate (空手?) è la trascrizione fonetica di una parola giapponese che significa "mani vuote". È generalmente usata per descrivere le arti di combattimento che includono pugni e calci, nell'atto di colpire o bloccare un attacco. Una persona che pratica il karate è chiamato karateka. La World Karate Federation (WKF), l'ente organizzatrice principale per il karate, è riconosciuta dal CIO (Comitato olimpico internazionale) e dispone di 178 Paesi membri. Web Japan (patrocinato dal Ministero degli affari esteri) stima che ci siano 50 milioni di praticanti in tutto il mondo, mentre per la WKF il numero raggiunge i 100 milioni di praticanti. Nel 2009, in occasione della 121ª riunione del CIO, il karate non ha ricevuto il numero necessario di voti per essere riconosciuto come sport olimpico.

##### Aikidō
L‘aikidō (合気道?) nella sua forma attuale fu ideato da Morihei Ueshiba (1883-1970). L‘aikidō consiste principalmente nel sfruttare la debolezza di un avversario nei suoi punti più scoperti quali articolazioni del polso e del braccio. I praticanti dell'aikidō non combattono in tornei competitivi e la tecnica della pratica mette l'accento sull'autodifesa, la quale è il motivo principale per cui è molto popolare tra le donne. Questa disciplina, oltre ad essere praticata a mani nude contro uno o più avversari, può essere praticata anche con alcune armi bianche tradizionali giapponesi quali bokken (spada di legno), jō (bastone) e tantō (pugnale).

##### Kyudo
Il kyudo (弓道?, kyūdō), l'arte giapponese del tiro con l'arco, nacque nel corso del periodo feudale del Giappone come arte di combattimento. Con la fondazione della All Japan Kyudo Federation nel 1949, la disciplina fu riscoperta come sport, e nel 2012 i membri iscritti raggiungevano le 130 000 persone. La differenza tra il tiro con l'arco occidentale e il kyudo sta nell'importanza che la forma e la grazia dei movimenti rivestono nella versione giapponese. In alcune gare, questo aspetto viene preso particolarmente in considerazione nei concorrenti.

##### Judo

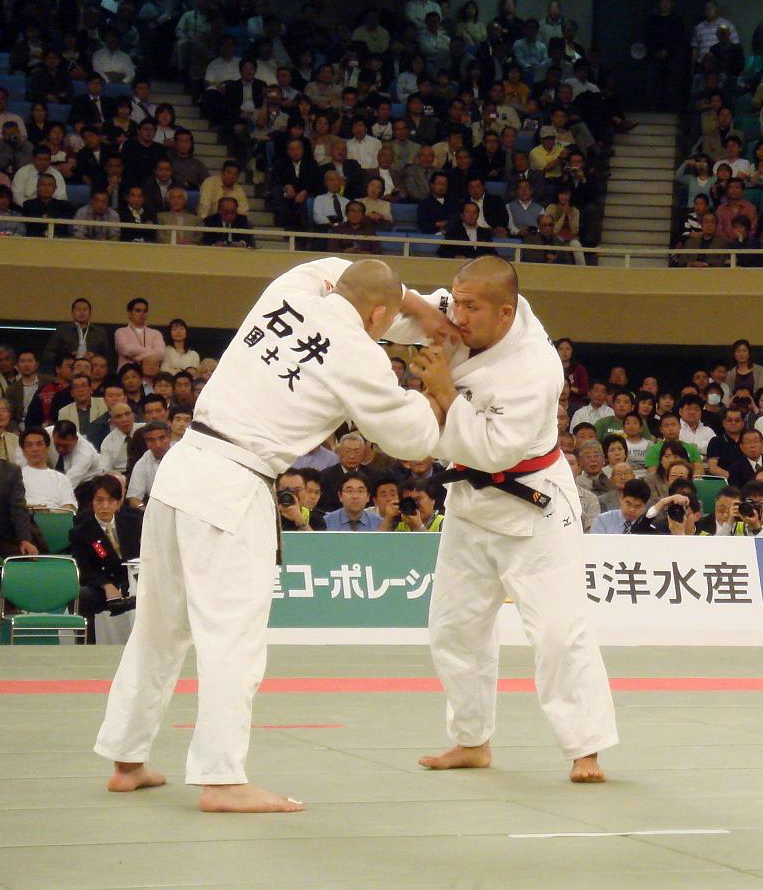
La finale maschile dell'All Japan Judo Championships del 2007

Il judo (柔道?, jūdō), forse l'arte marziale giapponese più conosciuta, ha un sistema basato sui principi moderni dell'atletica leggera con l'aggiunta di particolari regole per consentire di effettuare prese alle braccia o al collo su un tappeto, mentre l'obiettivo finale è quello di sfruttare la forza dell'avversario a proprio vantaggio, piuttosto che opporsi. La World Judo Federation nacque nel 1952, mentre Tokyo ha ospitato il primo mondiale di judo nel maggio 1956. Nel 1964, in occasione delle Olimpiadi di Tokyo, fece il suo debutto come sport olimpico, e attualmente è praticato da 5 milioni di persone in tutto il mondo.. Fondatore del judo, nel 1882, viene ritenuto Kanō Jigorō, con l'istituzione del Kōdōkan.

#### Golf
In Giappone il golf è uno degli sport più praticati, con il numero di golfisti attivi che si aggira tra 9 e i 12 milioni (numero secondo solo agli Stati Uniti) e circa 2 350 campi. A causa dei costi elevati e della mancanza di un numero adeguato di club pubblici, il golf sembra essere uno sport quasi esclusivamente per i cittadini benestanti, soprattutto manager, in quanto le aziende sono proprietarie della maggior parte delle quote dei circoli privati. Per i cittadini comuni, oltre ai pochi campi pubblici che risultano essere sovraffollati e richiedono prenotazioni con oltre un mese di anticipo rispetto alla partita, sono a disposizione i cosiddetti “campi pratica”. Si tratta di strutture circondate da reti altissime dove i giocatori possono andare ad allenarsi. La sola Tokyo ne conta quasi 100. Si va dalle 20 postazioni e 50 yards del Yaguchi Golf Center alle 300 piazzole con 250 yards di lunghezza del Lotte Kasai Golf.

#### Sport motoristici

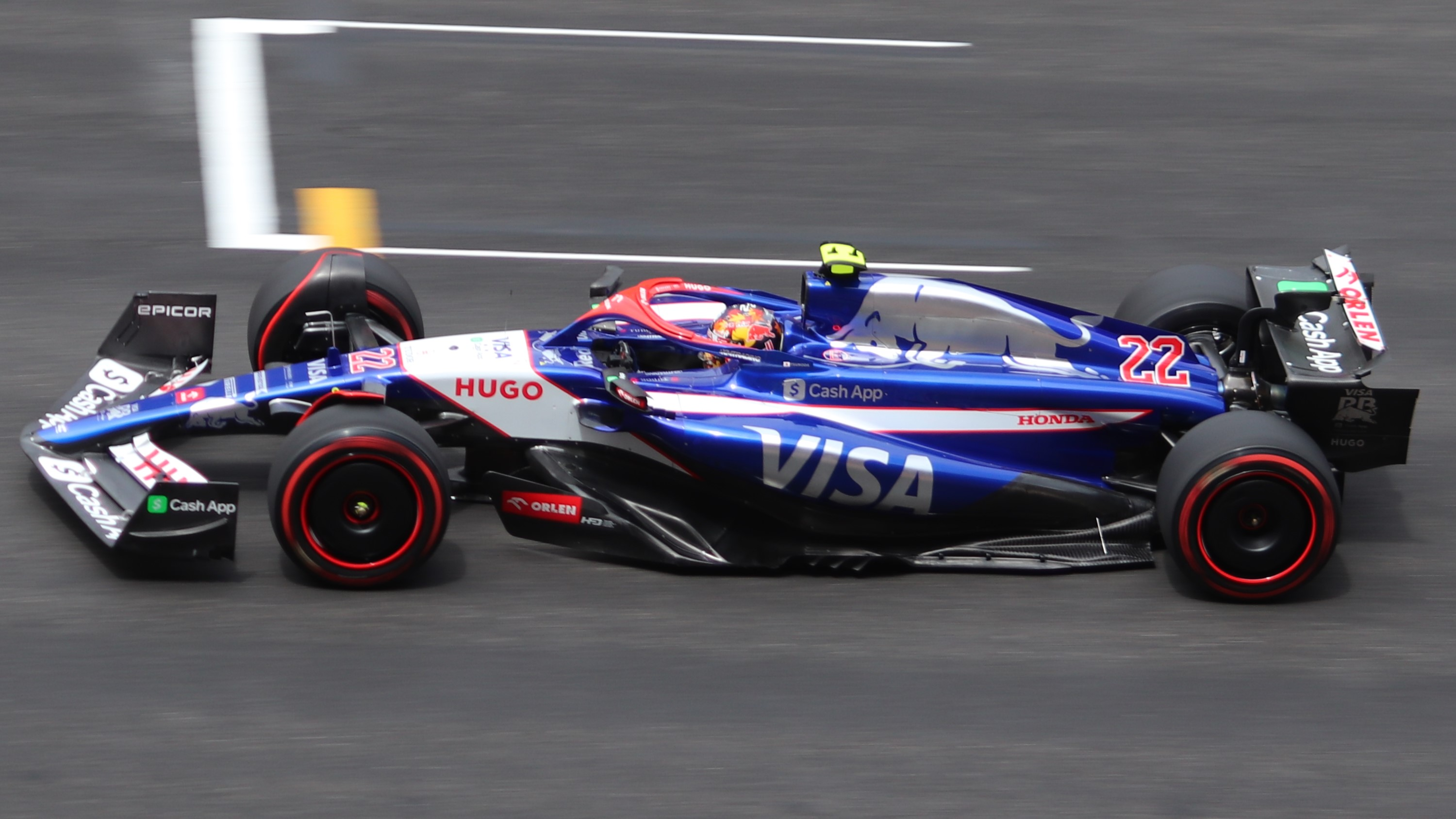
La RB VCARB 01 di Yuki Tsunoda nel Gran Premio di Cina 2024

##### Automobilismo
L'automobilismo riveste un ruolo importante nello sport giapponese grazie alla presenza di numerosi circuiti di corsa che negli anni hanno ospitato prestigiose competizioni automobilistiche. Tra queste vi è il Circuito del Fuji nella prefettura di Shizuoka, ai piedi del Fuji, il quale ha ospitato il Gran Premio del Giappone di Formula Uno la prima volta nel 1976, per poi ospitarlo, a distanza di 30 anni, nel 2007 e nel 2008. Il circuito ha inoltre ospitato il Campionato del Mondo Sport Prototipi negli anni ottanta. Dal 1987, il Gran Premio del Giappone si è tenuto ogni anno sul Circuito di Suzuka, a sud di Nagoya, nella prefettura di Mie.
Tra i piloti più famosi vi sono Kamui Kobayashi, il quale dopo gli esordi in GP2 Series e nella GP2 Asia Series ha esordito nel 2009 nel campionato di Formula Uno alla guida della Toyota, per poi passare alla Sauber nel 2010; Takuma Satō, il quale dopo un inizio di carriera in Formula Uno alla guida della Jordan, della BAR e della Super Aguri è passato alla categoria della IndyCar Series nel 2010; Sakon Yamamoto alla guida di diverse autovetture in Formula Uno tra il 2006 e il 2010, ex test driver alla Marussia; Kazuki Nakajima alla guida della Williams tra il 2007 e il 2009, attualmente sviluppatore e pilota della vettura LMP1 ibrida della Toyota per la 24 Ore di Le Mans;e       Yuki Tsunoda, attualmente guidatore della Scuderia Alpha Tauri. Tra i marchi che hanno esordito in Formula Uno si ricordano, oltre le già citate Toyota e Aguri Suzuki, la Honda e la Maki.
Uno sport automobilistico che invece nasce proprio in Giappone è il drifting, in cui le auto eseguono una sbandata controllata. Il fondatore di questa disciplina è Kunimitsu Takahashi, che fu il primo a usare tale tecnica. Uno dei campionati di drifting è il D1.

##### Motociclismo
Nel motociclismo sono numerosi i piloti giapponesi che hanno esordito nei vari campionati professionistici, tra loro si ricorda Daijirō Katō, campione del mondo nella categoria 250cc del motomondiale nel 2001, deceduto in seguito a un incidente durante il Gran Premio motociclistico del Giappone 2003. In seguito all'incidente, il Gran Premio del Giappone non si è più svolto sul Circuito di Suzuka.
Altri famosi piloti che si sono messi in mostra nella Moto GP sono Tetsuya Harada, Noboru Ueda, Haruchika Aoki e Tomoyoshi Koyama. Tra i marchi, le case motociclistiche giapponesi la fanno da padrone con un totale di 132 campionati vinti, di cui 61 dalla Honda, 47 dalla Yamaha, 15 dalla Suzuki e 9 dalla Kawasaki.

#### Wrestling

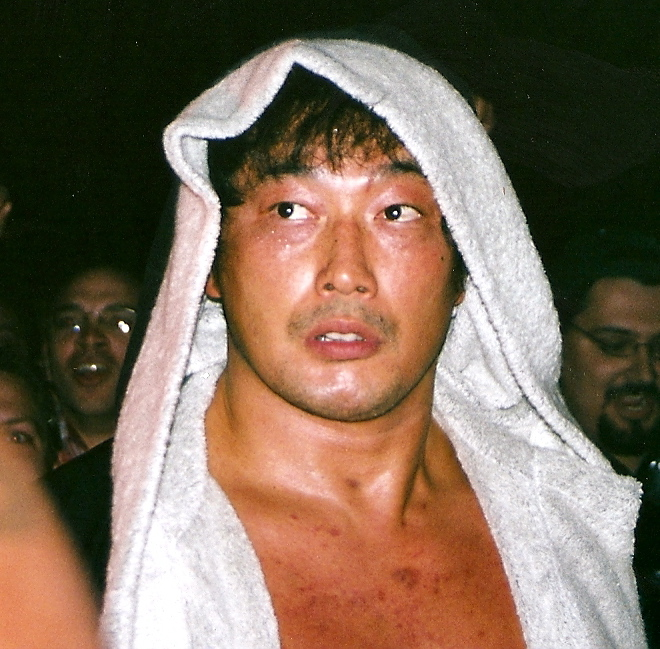
L'ex wrestler Kenta Kobashi

Puroresu (プロレス?), traslitterazione di professional wrestling, è il termine utilizzato per lo stile e il genere predominante del wrestling sviluppatosi in Giappone, assai diverso dallo stile del wrestling occidentale. Infatti in Giappone gli incontri vengono considerati come combattimenti legittimi, e molti lottatori giapponesi hanno una formazione in una o più discipline di arti marziali. Per questo motivo i combattimenti risultano molto spettacolari e imprevedibili, grazie soprattutto all'assenza di storyline studiate a tavolino.

#### Pugilato
La storia della boxe in Giappone ha avuto inizio nel 1854, quando Matthew Perry sbarcò nella città di Shimoda subito dopo la Convenzione di Kanagawa. A quel tempo, i marinai americani erano spesso impegnati in combattimenti a bordo delle loro navi, con i pugni avvolti in guantoni di pelle sottile. Fu il primo esempio di pugilato trasmesso in Giappone. Inoltre, un lottatore di sumo chiamato Tsunekichi Koyanagi fu convocato dallo shogunato dell'epoca, il quale gli ordinò di combattere contro un pugile e un wrestler provenienti dagli Stati Uniti. Furono disputati tre incontri, con diversi stili di arti marziali, i quali videro la vittoria schiacciante di Koyanagi.
Tra gli atleti più importanti figurano Ryōta Murata, vincitore della medaglia d'oro ai Giochi olimpici di Londra del 2012 nella categoria pesi medi, e Takao Sakurai, vincitore della medaglia d'oro ai Giochi olimpici di Tokyo del 1964 nella categoria pesi gallo.

#### Pattinaggio artistico

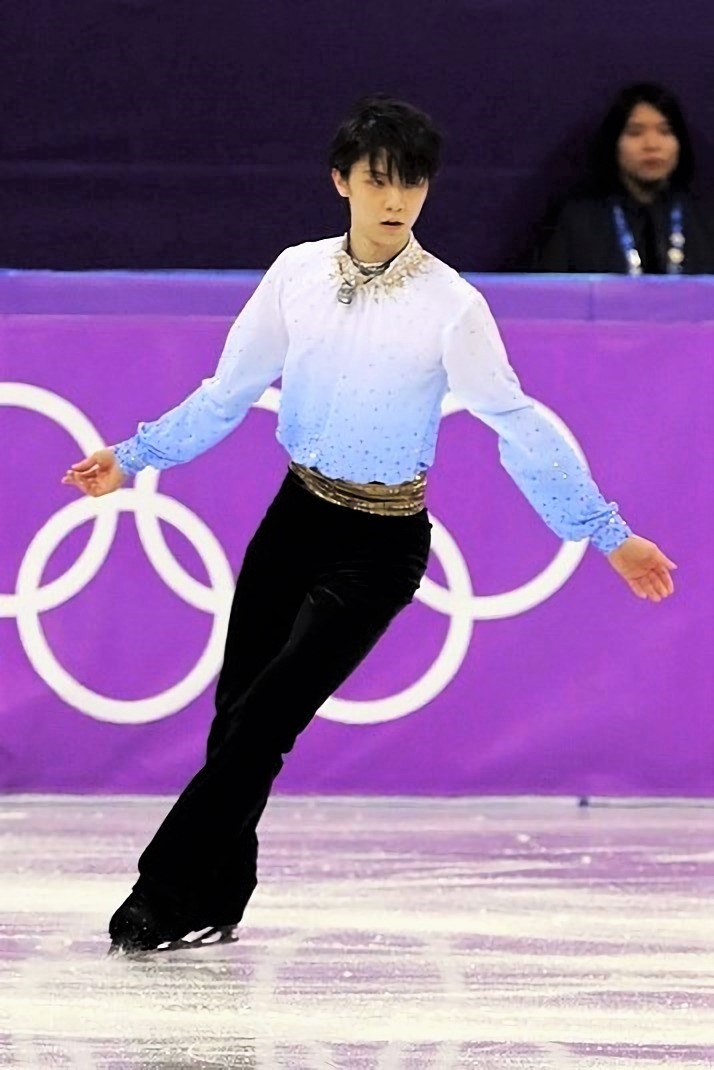
Yuzuru Hanyu ai Giochi olimpici del 2018.

In Giappone il pattinaggio artistico su ghiaccio è uno sport di grande rilevanza nazionale. Lo sport ha iniziato a essere praticato a Sendai alla fine del XIX secolo grazie ad alcuni europei che hanno insegnato a pattinare a ragazzi del luogo. I primi pattinatori giapponesi a partecipare ai Giochi olimpici sono stati Kazuyoshi Oimatsu e Ryuichi Obitani nel 1932. I primi a vincere una medaglia al Campionato del mondo sono stati Minoru Sano nel 1977 e Emi Watanabe nel 1979. I pattinatori giapponesi in patria sono delle vere e proprie star, che incassano milioni di euro tra pubblicità e sponsor, e spesso sono protagonisti di ospitate nelle tv pubbliche nazionali. L'atleta più famoso è Yuzuru Hanyū, vincitore della medaglia d'oro alle Olimpiadi invernali di Soči del 2014 e alle Olimpiadi invernali di PyeongChang del 2018. Diversi altri pattinatori giapponesi hanno vinto una medaglia olimpica e una o più medaglie mondiali: Midori Itō, vincitrice dell'argento ai Giochi olimpici di Albertville nel 1992, Shizuka Arakawa, vincitrice della medaglia d'oro alle Olimpiadi di Torino del 2006, Mao Asada e Daisuke Takahashi, vincitori rispettivamente di un argento e un bronzo alle Olimpiadi di Vancouver del 2010, Shōma Uno, vincitore di un argento alle Olimpiadi del 2018 e di un bronzo alle Olimpiadi di Pechino del 2022, e Yūma Kagiyama e Kaori Sakamoto, vincitori rispettivamente di un argento e un bronzo alle Olimpiadi del 2022. Altri pattinatori famosi sono Takahiko Kozuka, Nobunari Oda, Miki Andō, Tatsuki Machida, Satoko Miyahara, Wakaba Higuchi e Mone Chiba.
Molti grandi eventi di pattinaggio di figura si tengono regolarmente in Giappone. L'NHK Trophy, facente parte del Grand Prix ISU di pattinaggio di figura, si tiene ogni anno in diverse città del Giappone dal 1979. Nel corso del 2009 si è tenuto il primo World Team Trophy a Tokyo, una competizione a cadenza biennale. Insieme a paesi come gli Stati Uniti, il Canada e la Russia, il Giappone è ampiamente considerato come uno dei paesi leader in questo sport.

#### Ginnastica

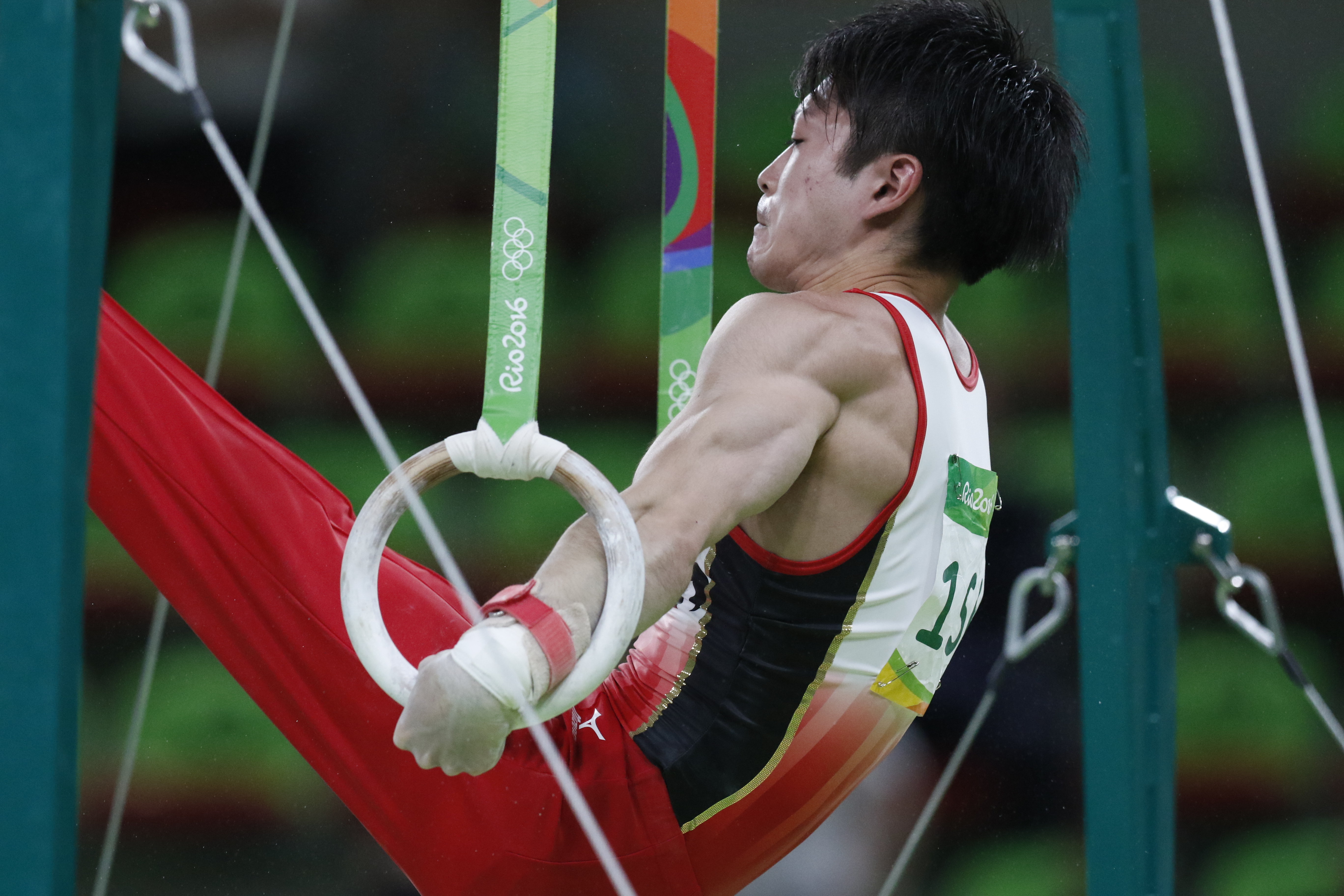
Kōhei Uchimura alle Olimpiadi di Rio del 2016

La ginnastica ha una grande tradizione in Giappone ed in particolare è da lungo tempo un serbatoio di medaglie olimpiche e mondiali per quanto riguarda la ginnastica artistica a livello maschile. Tra i più famosi interpreti nazionali della disciplina vi sono Nobuyuki Aihara, Yukio Endō, Kōji Gushiken, Takuji Hayata, Yukio Iketani, Shigeru Kasamatsu, Takehiro Kashima, Sawao Katō, Eizō Kenmotsu, Akinori Nakayama, Makoto Okiguchi, Takashi Ono, Kenzō Shirai, Sayuri Sugimoto, Masao Takemoto, Hiroyuki Tomita, Mitsuo Tsukahara, Naoya Tsukahara, Shūji Tsurumi, Kōhei Uchimura, Haruhiro Yamashita, Kiko Yokota, Daiki Hashimoto, Kazuma Kaya, Mai Murakami e Shinnosuke Oka.
Oltre ad aver prodotto grandi atleti di vertice, la ginnastica ha notevole importanza anche nella tradizione popolare. Tra le attività dei giapponesi per tenersi in forma vi è l'abitudine chiamata radio taisō (ラジオ体操?, rajio taisō, letteralmente "esercizi ginnici via radio") che consiste nello svolgere alla mattina presto esercizi di ginnastica ritmica e stretching al ritmo della musica trasmessa dall'emittente di Stato Radio NHK. L'usanza fu introdotta negli anni venti del XX secolo e si rifà alla tradizione della callistenia statunitense.

#### Biliardo
Per quanto concerne il biliardo ricordiamo l'importante figura di Masako Katsura, definita spesso la signora del biliardo.

## Sport nati in Giappone
Tra gli sport originari del Giappone ci sono l'ekiden (un tipo di corsa con staffetta), il quale ebbe origine nel Paese nipponico nel 1917, il keirin (ciclismo su pista) nel 1948, il soft tennis alla fine del XIX secolo e il torneo di K-1 (torneo che permette ai concorrenti di utilizzare diverse specialità di arti marziali) che vide la nascita nel 1980 a Tokyo.

## Il Giappone ai Giochi olimpici

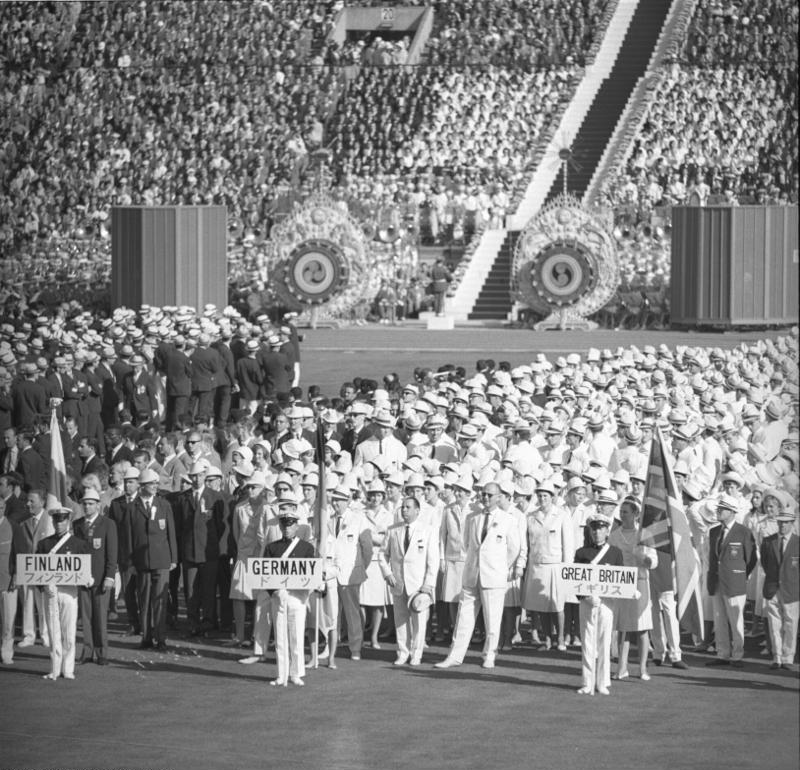
Cerimonia d'apertura dei XVIII Giochi Olimpici tenutisi a Tokyo

Il Giappone ha ospitato i Giochi olimpici in quattro occasioni. Nel 1964 fu il Paese organizzatore della XVIII Olimpiade estiva a Tokyo, la prima olimpiade disputata nel continente asiatico, per il quale il Giappone spese una cifra pari a 620 milioni di euro per allestire impianti, strutture e infrastrutture che parvero tutte all'altezza della situazione. La cerimonia d'apertura fu officiata dall'imperatore Hirohito, mentre l'ultimo tedoforo, Yoshinori Sakai, fu uno studente nato ad Hiroshima il 6 agosto 1945, il giorno del lancio della bomba atomica sul Giappone. Inoltre il Giappone ha ospitato i Giochi della XXXII Olimpiade che si sono svolti nel 2021 nella capitale Tokyo.
Nel 1972 e nel 1998 il Paese ospitò le olimpiadi invernali, rispettivamente nelle città di Sapporo e Nagano. I Giochi di Sapporo furono anche i primi a svolgersi al di fuori dell'Europa o degli Stati Uniti, e i primi nei quali il Giappone vinse una medaglia d'oro ai Giochi olimpici invernali: la conquistò Yukio Kasaya, nel salto con gli sci, mentre i suoi compagni di squadra Akitsugu Konno e Seiji Aochi vinsero rispettivamente l'argento e il bronzo completando il podio. Nel 1998 le Olimpiadi invernali ritornarono in Giappone dopo 26 anni, la cerimonia fu officiata dall'imperatore Akihito mentre l'ultimo tedoforo fu la pattinatrice Midori Itō.
Ai giochi estivi il Giappone ha conquistato 398 medaglie in totale (130 ori, 126 argenti e 142 bronzi) ottenendo i maggiori risultati nel judo, nella ginnastica (grazie ad atleti quali Kōhei Uchimura e i fratelli Kazuhito e Yūsuke Tanaka), nella lotta, nel tennis tavolo, nella pallamano e nel nuoto, grazie soprattutto alle prestazioni del ranista Kōsuke Kitajima, il quale vinse la medaglia d'oro nei 100 e nei 200 metri rana sia ad Atene 2004 sia a Pechino 2008. Nei giochi olimpici invernali le medaglie vinte sono 37 (9 ori, 13 argenti e 15 bronzi) con i maggiori successi ottenuti nel salto con gli sci.
La prima medaglia d'oro olimpica per il Giappone fu conquistata nel salto triplo da Mikio Oda, ai Giochi olimpici di Amsterdam del 1928.
La prima medaglia olimpica per il Giappone fu la medaglia d'argento vinta nel tennis da Ichiya Kumagae, ad Anversa 1920.
L'atleta giapponese più titolato ai Giochi olimpici è Sawao Katō, nella ginnastica artistica, con 8 ori, 3 argenti e 1 bronzo.